# Charles Hayes (politico)
Charles Arthur Hayes (Cairo, 17 febbraio 1918 – 8 aprile 1997) è stato un sindacalista e politico statunitense, membro della Camera dei Rappresentanti per lo stato dell'Illinois dal 1983 al 1993.

## Biografia
Nato in Illinois, si è diplomato alla Sumner High School del Cairo nel 1935. È stato sindacalista dal 1938 al 1983 ed è stato vicepresidente della United Food and Commercial Workers Union.
Hayes è stato residente a Chicago per la maggior parte della sua vita adulta. Negli anni '50 raccolse fondi per la campagna di registrazione degli elettori di Martin Luther King Jr. nel sud. Era un leader per i diritti civili che ha lavorato a stretto contatto con King alla Southern Christian Leadership Conference durante gli anni '60. Successivamente, è stato uno dei principali leader sindacali arrestati durante le proteste contro l'apartheid degli anni '80 che alla fine hanno conquistato la libertà di Nelson Mandela. Il membro del Congresso Hayes è stato il primo vicepresidente esecutivo della Coalition of Black Trade Unionists, in carica fino al 1986.
Hayes è stato eletto per il Partito Democratico al 98º Congresso degli Stati Uniti da un'elezione speciale tenutasi il 23 agosto 1983, per coprire il posto vacante causato dalle dimissioni di Harold Washington, che era stato eletto sindaco di Chicago. Alla Camera dei Rappresentanti, Hayes fece parte del comitato per l'istruzione e il lavoro e del comitato per le piccole imprese. Divenne particolarmente noto per gli atti legislativi per contrastare gli abbandoni scolastici.
La sua candidatura per la rinomina nel 1992 al 103º Congresso degli Stati Uniti non ebbe successo, poiché fu sconfitto alle primarie democratiche da Bobby Rush, in parte a causa del cosiddetto House banking scandal.
Hayes è stato anche uno dei membri fondatori dell'organizzazione non profit Rainbow/PUSH, insieme a Jesse Jackson.
Hayes morì per complicazioni del tumore ai polmoni all'età di 79 anni. L'allora membro del Congresso Jesse Jackson Jr. ha parlato al funerale di Hayes.